# しきなみ型巡視艇
しきなみ型巡視艇（しきなみがたじゅんしてい、英語: Shikinami-class patrol craft）は、海上保安庁の巡視艇の船級。区分上はPC型、公称船型は23メートル型。

## 来歴
海上保安庁の23メートル型PCは、従来は木造艇とされていたが、昭和38年度から44年度にかけて建造されたまつゆき型では、アルミニウム合金骨・木皮構造を採用することで、同じ大きさの木造艇と比して、船体重量にして約5トンの軽量化を実現した。一方、特殊救難用の130トン型PSでは、同様にアル骨木皮構造を採用して軽量化・高速化を達成した「あかぎ」において、異種材料の組み合わせによる強度上の問題が指摘されたことから、昭和40年から44年度にかけて建造されたびざん型では全アルミニウム合金構造を採用していた。
これらの実績を踏まえて、昭和45年度計画の23メートル型PCでは、びざん型と同様の全アルミニウム合金構造が採用されることとなった。これによって建造されたのが本型である。

## 設計
上記の経緯より、本型は、海保初の量産型軽合金製巡視艇となった。凌波性向上のため、没水部船型はディープV型とされた。波浪衝撃や縦揺れによる乗員の疲労軽減のため、居住区の位置はまつゆき型後期型（うみぎり型）よりも50センチメートル後方に移された。船底には長大な木製スケグを有している。また昭和46年度計画の3番艇より、航走トリム改善のため船尾形状を改正した結果、フラップ効果を得た。また従来は船尾倉庫に設置されていた燃料タンクを独立区画に改めた結果、水密隔壁が1枚多くなり、2区画浸水に対する安全性も確保された。
主機関はまつゆき型と同様、池貝-ベンツMB820Dbディーゼルエンジン（単機出力1,100馬力）を搭載した。同機は国産高速ディーゼルエンジンとしては最も信頼性に優れ実用的であるとされていた。
なお配属地の関係で、一部艇では13mm単装機銃（ブローニングM2重機関銃）が搭載されていた。

## 同型船一覧
| 計画年度 | #     | 船名     | 建造所             | 竣工           | 解役          |
| -------- | ----- | -------- | ------------------ | -------------- | ------------- |
| 昭和45年 | PC-54 | しきなみ | 三菱重工下関造船所 | 1971年2月25日  | 1994年3月7日  |
| 昭和45年 | PC-55 | ともなみ | 三菱重工下関造船所 | 1971年3月30日  | 1994年12月2日 |
| 昭和46年 | PC-56 | わかなみ | 三菱重工下関造船所 | 1971年10月30日 | 1995年7月7日  |
| 昭和46年 | PC-57 | いせなみ | 日立造船神奈川工場 | 1972年2月29日  | 1994年6月13日 |
| 昭和46年 | PC-58 | たかなみ | 三菱重工下関造船所 | 1971年11月30日 | 1995年1月13日 |
| 昭和47年 | PC-59 | むつき   | 日立造船神奈川工場 | 1972年12月18日 | 1997年1月6日  |
| 昭和47年 | PC-60 | もちづき | 日立造船神奈川工場 | 1972年12月18日 | 1996年3月11日 |
| 昭和47年 | PC-61 | はるづき | 三菱重工下関造船所 | 1972年11月30日 | 1996年3月11日 |
| 昭和47年 | PC-62 | きよづき | 三菱重工下関造船所 | 1972年12月18日 | 1996年2月6日  |
| 昭和47年 | PC-63 | うらづき | 三菱重工下関造船所 | 1973年1月30日  | 1996年3月11日 |
| 昭和48年 | PC-66 | うらなみ | 日立造船神奈川工場 | 1973年12月22日 | 2000年1月7日  |
| 昭和48年 | PC-67 | たまなみ | 三菱重工下関造船所 | 1973年12月25日 | 1999年8月12日 |
| 昭和48年 | PC-68 | みねぐも | 三菱重工下関造船所 | 1973年11月30日 | 1999年8月12日 |
| 昭和48年 | PC-69 | きよなみ | 三菱重工下関造船所 | 1973年10月30日 | 1999年12月8日 |
| 昭和48年 | PC-70 | おきなみ | 日立造船神奈川工場 | 1974年2月8日   | 2000年10月9日 |
| 昭和48年 | PC-71 | わかぐも | 日立造船神奈川工場 | 1974年3月25日  | 1996年6月28日 |
| 昭和49年 | PC-74 | あそゆき | 日立造船神奈川工場 | 1975年6月16日  | 2012年2月14日 |